# Sierras septentrionales de Galicia

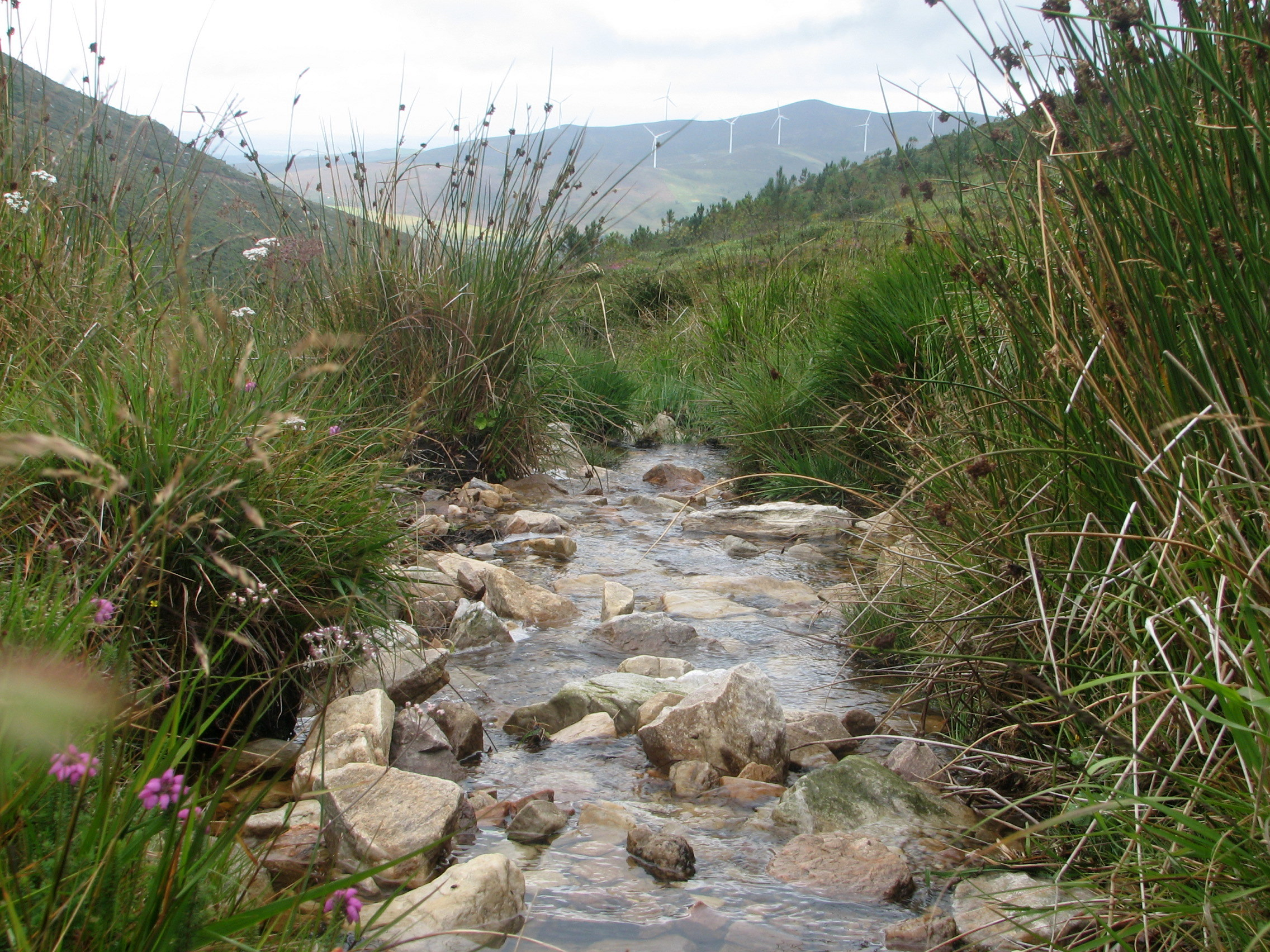
Nacimiento del río Landro en la sierra del Gistral.

Las sierras septentrionales de Galicia son un conjunto de montañas orientada de este a oeste y que están delimitadas al norte por la Mariña de Lugo y los terrenos litorales del mar Cantábrico, y al oeste conectan con la dorsal gallega, especialmente con la sierra de la Faladoira.

## Características
Las sierras septentrionales más notables son la sierra del Gistral, la sierra de la Carba, los montes del Buyo y la sierra de la Toxiza, que son superficies allanadas erguidas por la acción de la tectónica de placas. Otras formaciones montañosas menores son el Monte Guriscado, los Montes de los Caballeros o la sierra de la Gañidoira.
Sus altos tienen una nubosidad elevada, factor que favorece el desarrollo de turberas.
Estas sierras están conformadas por materiales variados tal que esquistos, granitos, gneis "ojos de sapo", pizarras, calizas o cuarcitas.